# Love BayStars
『Love BayStars』（ラブ・ベイスターズ）は、2009年から2011年まで、プロ野球のシーズン（4月上旬～9月下旬）中にのみ毎週日曜日の早朝にTBSで放送されていた、横浜ベイスターズ（現・横浜DeNAベイスターズ）の応援番組である。

## 番組概要
2009年4月5日に放送開始。当初は5分間の短い番組だったが、2010年の第4回から放送時間が2倍の10分に拡大した。番組MCには代々、ベイスターズのファンや野球・スポーツに縁のある女性タレントを起用していた。
当番組では、ベイスターズに関する情報を紹介するほか、MCが同球団の選手・スタッフ・関係者を取材した模様を放送。同球団を応援する企画も、随時実施していた。また公式サイトでは、TBSで放送済みの映像の一部を動画として配信していた（後述）。
なお、ベイスターズのホームゲーム中継権を保有するTBSニュースバードでも、当番組と同じタイトルを冠した特別番組を当番組の休止期間（春季キャンプなど）に放送する場合があった。この場合には、TBSの野球解説者によるキャンプリポートやインタビューなどを中心に構成するため、当番組のMCは出演していない。
2011年シーズンを最後に放送を終了。さらに同年末には、同社の持株会社に当たる東京放送ホールディングスが、2002年から保有していたベイスターズの経営権をディー・エヌ・エーに譲渡。関連会社のTBSラジオでも、フリーペーパー「954press」に掲載してきたベイスターズ応援コーナーを打ち切っている。
しかしTBSテレビは、2012年シーズンに、新たな応援番組として当番組と同じ曜日・時間帯で『Oh!ベイスターズ』を編成。同年4月1日から関東ローカルで放送を開始し、9月29日に放送を終了した。ただし、女性MCに代わって3体のマネキン人形（放送上は「横浜市在住の山田家」という設定でパパ、ママ、息子の尚典の3人家族）を登場させるなど『Love BayStars』とは趣向が大いに異なっている（おそらく『オー!マイキー』のパロディ）。2013年シーズンは『Oh!ベイスターズ2013』として金曜深夜に放送枠を移動。内容も2011年までの形態に戻し、女性MCとして林みなほ（当時TBSアナウンサー）が出演。2014年以降もMCを変えながら放送を継続している。

## 出演者

### MC
- 夏川純（2009年、放送上の愛称は「ナッツ」）
- 川村ゆきえ（2010年、放送上の愛称は「ゆっきー」）
- 杉本有美（2011年、放送回によってはナレーターとしてのみ出演）

以上のMCはいずれも、出演期間中に、横浜スタジアムでのベイスターズ公式戦で始球式を務めている。

### ナレーター
- 伊藤隆佑（TBSアナウンサー、2010年～、告知や外国人選手の吹き替えなどを担当）

2011年の放送では、杉山真也や石井大裕（いずれもTBSアナウンサー）がナレーターを務めることもあった。実際には、杉本がナレーターを兼務するかナレーションに専念することが多かった。

### リポーター
2010年以降は、ベイスターズのオフィシャルリポーターを、当番組のリポーターとして起用。主にWeekly BayStars（後述）の進行を担当する。
- 芦崎愛（2010年～2011年）

## 放送日・ゲスト

### 2009年
- 第1回 2009年4月5日 - 大矢明彦
- 第2回 2009年4月19日 - 三浦大輔
- 第3回 2009年4月26日 - 内川聖一
- 第4回 2009年5月3日 - 石川雄洋
- 第5回 2009年5月10日 - 村田修一
- 第6回 2009年5月17日 - 村田修一
- 第7回 2009年5月24日 - diana、石川雄洋
- 第8回 2009年5月31日 - diana
- 第9回 2009年6月7日 - 石川雄洋
- 第10回 2009年6月14日 - 石川雄洋
- 第11回 2009年6月21日 - 細山田武史
- 第12回 2009年6月28日 - 細山田武史
- 第13回 2009年7月5日 - 松家卓弘
- 第14回 2009年7月12日 - 工藤公康
- 第15回 2009年7月19日 - 下園辰哉
- 第16回 2009年7月26日 - 吉村裕基
- 第17回 2009年8月2日 - 高森勇気
- 第18回 2009年8月9日 - 倉科新二（ベイスターズ独身寮料理長）、高森勇気、北篤、阿斗里、田中健二朗
- 第19回 2009年8月23日 - ケチャップ
- 第20回 2009年8月30日 - ゲストなし（「Love BayStars夏川純オリジナルかき氷」を特集）
- 第21回 2009年9月6日 - 藤田一也
- 第22回 2009年9月13日 - 山口俊
- 第23回 2009年9月20日 - 森笠繁
- 第24回（最終回） 2009年9月27日 - ゲストなし（最終回スペシャルとして、ナッツ's Selection 2009BayStars名場面集、視聴者プレゼントを放送）

### 2010年
- 第1回 2010年4月4日 - 尾花髙夫
- 第2回 2010年4月11日 - 清水直行
- 第3回 2010年4月18日 - 橋本将
- 第4回 2010年4月25日 - 寺原早人
- 第5回 2010年5月2日 - 早川大輔
- 第6回 2010年5月9日 - 加賀繁
- 第7回 2010年5月16日 - 筒香嘉智、松本啓二朗、細山田武史、高森勇気、ケチャップ、江村聡信（スポーツニッポン記者）、鈴木勝己（同前）、やくみつる
- 第8回 2010年5月23日 - 筒香嘉智、松本啓二朗、細山田武史、高森勇気、ケチャップ、稲川誠、加地隆雄
- 第9回 2010年5月30日 - 武山真吾
- 第10回 2010年6月6日 - ホセ・カスティーヨ
- 第11回 2010年6月13日 - 牛田成樹
- 第12回 2010年6月20日 - 江尻慎太郎
- 第13回 2010年6月27日 - diana（島貫菜々、氏原麻衣、角田恵、高城みなみ、田頭美穂、久保田優衣）
- 第14回 2010年7月4日 - diana（島貫菜々、氏原麻衣、角田恵、高城みなみ、田頭美穂、久保田優衣）
- 第15回 2010年7月11日 - ゲストなし（ベイスターズ2010名場面ランキングを放送）
- 第16回 2010年7月18日 - ゲストなし（ベイスターズ2010名場面ランキングを放送）
- 第17回 2010年7月25日 - 石川雄洋
- 第18回 2010年8月1日 - 山口俊
- 第19回 2010年8月8日 - 石川雄洋

### 2011年
- 第1回 2011年4月3日 - 尾花髙夫
- 第2回 2011年4月10日 - 村田修一
- 第3回 2011年4月17日 - 三浦大輔
- 第4回 2011年4月24日 - 森本稀哲
- 第5回 2011年5月1日 - 渡辺直人
- 第6回 2011年5月8日 - 吉村裕基
- 第6回 2011年5月15日 - 石川雄洋
- 第7回 2011年5月22日 - 武山真吾
- 第8回 2011年5月29日 - 山口俊
- 第9回 2011年6月5日 - 金城龍彦
- 第10回 2011年6月12日 - 高崎健太郎（第1回からこの回まで杉本との対談形式で放送）
- 第11回 2011年6月19日 - 江尻慎太郎（この回よりドキュメンタリー風の構成に変更）
- 第12回 2011年6月26日 - 中村紀洋
- 第13回 2011年7月3日 - 渡辺直人、吉村裕基、村田修一（横浜スタジアム限定発売の選手プロデュースメニューを紹介）
- 第14回 2011年7月10日 - 須田幸太
- 第15回 2011年7月17日 - 村田修一、渡辺直人、山口俊、江尻慎太郎（マツダオールスターゲーム2011出場選手特集）
- 第16回 2011年7月24日 - ゲストなし（ベイスターズ2011年前半戦名場面ベスト10）
- 第17回 2011年7月31日 - 清水直行
- 第18回 2011年8月7日 - 乙坂紀子（ベイスターズ管理栄養士）、荒波翔、加賀美希昇、小林寛（同年度入団の新人選手紹介を兼ねたベイスターズ独身寮への取材企画・前編）
- 第19回 2011年8月21日 - 荒波翔、加賀美希昇、小林寛（ベイスターズ独身寮への取材企画・後編、全米プロゴルフ選手権中継による1週分の休止をはさんで放送）
- 第20回 2011年8月28日 - 三浦大輔
- 第21回 2011年9月4日 - 岩田えみな（diana）、小川愛（ベイスターズ広報）、本田由美子（横浜スタジアムウグイス嬢）
- 第22回 2011年9月11日 - 森本稀哲、筒香嘉智
- 第23回 2011年9月18日 - 下園辰哉
- 第24回（最終回） 2011年9月25日 - ゲストなし（ベイスターズ2011名場面ベスト10を放送、9月20日の横浜スタジアム・中日ドラゴンズ戦で杉本が務めた始球式の模様も紹介）

## コーナー

### Weekly BayStars
当番組のエンディングに相当するコーナーで、公式戦開幕直後の放送回から開始。放送直近1週間のベイスターズ公式戦において、最も活躍したと思われる選手の10秒間のリプレイVTRに、当該選手の活躍を称えるナレーションを入れている。BGMには毎年、TBS系列のプロ野球中継番組『BANG BANG BASEBALL』のテーマソングを採用する（2009年はCHEMISTRYｘ布袋寅泰の『SUPERSTAR』、2010年以降は氣志團の『Baby Baby Baby』）。
エンディングを番組宣伝などに充てる場合には、当コーナーの放送を休止。女性MCが担当するコーナーと別に収録する関係で、当番組が生放送ではないにもかかわらず、放送前日のナイトゲームのリプレイVTRを放送したことがある。

#### 取り上げられた人物

##### 2009年
- 第1回 - 内川聖一
- 第2回 - 寺原隼人
- 第3回 - 三浦大輔
- 第4回 - 三浦大輔
- 第5回 - 村田修一
- 第6回 - 村田修一
- 第7回 - 田代富雄
- 第8回 - 工藤公康、内川聖一
- 第9回 - 佐伯貴弘
- 第10回 - 北川隼行
- 第11回 - 吉村裕基
- 第12回 - 村田修一、三浦大輔
- 第16回 - 吉村裕基
- 第19回 - ダン・ジョンソン
- 第20回 - 三浦大輔
- 第21回 - スティーブン・ランドルフ
- 第22回 - ダン・ジョンソン
- 第23回 - ダン・ジョンソン

##### 2010年
- 第1回 - ターメル・スレッジ
- 第2回 - 三浦大輔
- 第3回 - ターメル・スレッジ
- 第4回 - 内川聖一
- 第5回 - 清水直行
- 第6回 - 井手正太郎
- 第9回 - 清水直行
- 第10回 - 清水直行
- 第12回 - 内川聖一、加賀繁
- 第13回 - 清水直行

##### 2011年
- 第1回 - 内藤雄太
- 第2回 - 森本稀哲
- 第3回 - 吉村裕基
- 第4回 - 眞下貴之
- 第5回 - 内藤雄太、ターメル・スレッジ

### 2009年のみ

#### ナッツのFIVE QUESTION
夏川が5つの質問を用意し、ゲストに○×で答えてもらう。ゲストにインタビューする際の定番コーナーであった。2009年に放送されていたコーナー。

#### ベイスターズ魂の一曲
ゲストの大好きな曲で夏川がイントロクイズに挑む。正解すればゲストからのプレゼントを獲得することができ、正解出来なかった場合はゲストにプレゼントを渡す。
- 本コーナーで紹介された曲
  - 三浦大輔 - 矢沢永吉 『止まらないHa〜Ha』
  - 村田修一 - B'z 『BAD COMMUNICATION』

#### ナッツ's Selection 2009BayStars名場面集
2009年最終回に放送されたコーナー。2009年シーズン（本コーナー放送前日の9月26日まで）の横浜ベイスターズの名場面が選ばれ、紹介された。
- 本コーナーにおいて選ばれた名場面
  - 工藤公康「607日ぶりの勝利」（5月25日対楽天戦） - 同試合の内川聖一の逆転サヨナラヒットも紹介された。
  - 佐伯貴弘「通算1500安打達成」（6月2日対ソフトバンク戦）
  - 北川隼行「プロ初HRが逆転満塁ホームラン」（6月8日対ロッテ戦）
  - 藤田一也「自身初の5打数5安打」（7月1日対ヤクルト戦）
  - 村田修一「通算200本塁打達成」（7月28日対阪神戦）
  - 石川雄洋「2ランスクイズ成功」（8月15日対広島戦） - 同場面の吉村裕基の好走塁も紹介された。
  - 三浦大輔「通算2500投球回達成」（9月21日対阪神戦） - 三浦大輔は同試合で完投勝利を収め、球団史上単独3位となる通算135勝目をマークしたことも紹介された。

### 2010年のみ

#### ゆっきーのもっと知りたい1minute
川村が1分間に次々と質問をしていき、できる限りゲストに答えてもらい、その後気になった答えについて川村が聞いていく。ゲストにインタビューする際の定番コーナーであり、前年のナッツのFIVE QUESTIONの位置付けにあたる。「1分間にどれだけ答えられるか」という形式は2009年第16回に「ナッツのタイムショック」という名で行われており（これは1問につき回答時間2秒、15問正解すればプレゼントなどさらにルールがあったが）、コーナーの形式としてはこれを一部受け継いだ形となった。

### 2011年のみ

#### 杉本有美のLove BayStarsペディア
プロ野球の取材を初めて経験する杉本が、「Wikipediaのような番組オリジナルのベイスターズ百科事典を作る」というテーマで、毎回1名のベイスターズ関係者にインタビュー。前述の「ゆっきーのもっと知りたい1minute」に似た1分間の質問「1minites ○○ペディア」（○○には「カントク」「プレーヤーズ」などの肩書が入る）から得られた回答を基に、その関係者の人物像に迫った。
オープニングや紹介VTRのナレーションも杉本が担当。取材の相手によっては、「1minites ○○ペディア」の回答をさらに掘り下げる企画も実施した。なお、放送に収め切れなかったインタビュー内容を含む「Love BayStarsペディア」は、該当回の放送済み動画の配信（後述）と同時に公式サイト内で更新。武山捕手をゲストに迎えた5月22日放送分からは、ゲストのプロフィールを紹介する目的で、インタビュー映像の下部にティッカー形式の字幕を挿入。放送回によっては、横浜スタジアムの開場前に内野スタンドの一角で収録したり、質疑応答のシーンを割愛したりすることがあった。
江尻投手が登場した2011年6月19日の放送分からは、ベイスターズの選手を紹介するパートの構成を変更。当コーナーの代わりに、杉本が登場しない密着取材・インタビュー映像や、2010年以前のプレー映像を通じて毎回1名の選手を紹介するようになった。ただし杉本も、前述のパートとは別の収録ながら、ナビゲーター兼ナレーターとして続投。同球団主催・選手プロデュースのイベントや球団の施設を紹介する企画を放送する場合には、リポーターも務めた。

## スタッフ
- 清水等、筧哲一
- 製作著作：TBS

## 動画配信
当番組の公式サイトでは、直近に放送された当番組の動画を無料で配信していた（放送期間中は基本として翌日の夕方から公開）。またTBSの野球関連動画アーカイブページ「TBS BASEBALL VIDEO」では、それ以前に放送された動画をすべて無料で公開していた。
配信対象の動画では、著作権の関係から、一部の音源・映像を削除・差し替えなどで処理。処理の対象は、BGM・ベイスターズのビジターゲーム・他球団からベイスターズへ移籍した選手を移籍前に撮影した映像の一部や、WBC関連の映像などに及ぶ。そのため、TBSで放送された内容と多少異なる。2011年度分の動画を例に取れば、（「杉本有美のLove BayStarsペディア」など）選手紹介のパートにおける放送内容のうち、（TBSニュースバードで全試合中継する）ベイスターズ主催試合以外の映像が大幅に割愛されることが多い。

## 歴代応援番組
TBSにおけるベイスターズ応援番組は、2005年から年度上半期日曜に放送されており、当番組以前には以下のタイトルの番組が放送されていた。
- 教えて!EA（2005年）※同年就任の牛島和彦監督に同学年の高校球児として憧れていた石橋貴明（とんねるず）がエグゼクティブ・アドバイザー（EA）を務めた。
- お願い!EA（2006年）
- タイトル不明（2007年）
- MOVE ON!ベイスターズ（2008年）※日曜17時台の番組改編により、放送枠が夕方から早朝へ移動。